# Cryphia unicolor
Cryphia unicolor là một loài bướm đêm trong họ Noctuidae.